# François de Rose (marquis de Provenchère)
Pour les articles homonymes, voir François de Rose et Rose.
 (février 2014).
Si vous disposez d'ouvrages ou d'articles de référence ou si vous connaissez des sites web de qualité traitant du thème abordé ici, merci de compléter l'article en donnant les références utiles à sa vérifiabilité et en les liant à la section « Notes et références ».
François de Rose, marquis de Provenchère, est né vers 1623 et mort le 19 mars 1704 à Philippeville, à l'âge de 81 ans.

## Biographie
Il est seigneur de Provenchères-sur-Meuse (fief familial) et de Dammartin-sur-Meuse (terre voisine achetée en 1701), près de Langres.
Entré au service militaire du roi de France à l'âge de seize ans, vers 1640, il ne le quitte que soixante-cinq ans plus tard, en 1704, à sa mort. Capitaine au régiment de Vendôme dès sa création en 1651, puis longtemps lieutenant-colonel de ce régiment, notamment pendant l'expédition de Candie, Crète, en 1669.
Brigadier d'infanterie puis maréchal de camp.
Il est lié à son cousin Bussy-Rabutin, ainsi qu'au Grand Condé, sous les ordres duquel il avait commencé sa carrière.
L'un des douze premiers chevaliers de l'ordre royal et militaire de Saint-Louis, en 1694.
Il est aussi gouverneur de la place d'Arras jusqu'à sa mort.